# Юпурга
Уезд Юпурга (кит. упр. 岳普湖县, пиньинь Yuèpǔhú xiàn, уйг.  يوپۇرغا ناھىيىسى‎, Йопурға наһийиси) — уезд округа Кашгар Синьцзян-Уйгурского автономного района Китая.

## География
Расположен на окраине пустыни Такла-Макан. Климат — континентальный, засушливый. Среднегодовая температура составляет 12,4°С; средний уровень осадков — 48 мм. Основные сельскохозяйственные культуры: пшеница, кукуруза, хлопок, подсолнечник, фрукты, дыни и др.

## История
Уезд был образован в 1943 году.

## Административное деление
Уезд Юпурга делится на 3 посёлка и 6 волостей.